# Ectephrina pruinosaria
Ectephrina pruinosaria är en fjärilsart som beskrevs av Bremer 1864. Ectephrina pruinosaria ingår i släktet Ectephrina och familjen mätare. Inga underarter finns listade i Catalogue of Life.